# جنات (مغنية)
جنات (مواليد 6 يناير 1986) هي مغنية مغربية، حاصلة على الجنسية المصرية. تعد من أبرز المطربات الشابات في الوطن العربي. شاركت جنات لأول مرة في مسابقة غنائية في المغرب بعنوان «نجوم الغد» عند بلوغها سن الثامنة، ووقفت بكل اقتدار علي خشبة المسرح مصحوبة بفرقة موسيقية، وقد فازت بالجائزة الأولي، وتتالت بعد ذلك مشاركاتها في المسابقات الغنائية المحلية. وعند بلوغها سن الخامسة عشر شاركت في مهرجان ليالي دبي، وحصلت علي جائزة أفضل صوت غنائي في الوطن العربي عام 2000، لتتـلقي بعدها دعوة من السيدة رتيبة الحفني مديرة دار الأوبرا المصرية للمشاركة في إحياء أحد الحفلات في المسرح الكبير، وكانت تلك المرة الأولى التي تقف فيها أمام الجمهور المصري.
خلال مشاركتها في حفل دار الأوبرا انتبه إلى موهبتها وقدرتها الصوتية المنتج أحمد الدسوقي، وعزم على التعامل معها، ولكنها كانت في الخامسة عشر من عمرها وما زالت تتابع تعليمها في المغرب، مما تسبب في صعوبة إتمام التعاقد بينهما. بعد إنهاء دراستها وحصولها علي الشهادة الجامعية في إدارة الأعمال تفرّغت جنات كليا للغناء، وأصدرت أغنيتها الأولي أفهمني حبيبي سنة 2004، وقد صورتها بطريقة الفيديو كليب.
تعاقدت مع المنتج أحمد الدسوقي صاحب شركة جود نيوز فور ميوزيك سنة 2005، وأنتج لها سنة 2006 ألبومها الأول اللي بيني وبينك، ثم وفي نفس السنة صورت أغنية أكثر من سنة، ليُصدر ألبومها الثاني حب امتلاك سنة 2009، وفي 2013 أصدرت شركة روتانا ألبوم جنات الثالث حب جامد، لتصدر لها ألبومها الرابع بنفس الكلام سنة 2016. صورت جنات عددا من أنجح أغانيها بطريقة الفيديو كليب، كما غنت في العديد من مسلسلات الدراما المصرية سنة 2009 و2010 منها: زهرة وأزواجها الخمسة، ومذكرات سيئة السمعة، وحكايات وبنعيشها.
حصدت جنات إعجاب الجماهير من خلال ألبوم اللي بيني وبينك سنة 2006، وحصدت علية علي العديد من الجوائز وصولا إلي ألبوم حب امتلاك سنة 2009، وأيضا نال أعلي نسبة مبيعات، وحصلت من خلاله على جائزة ميدل إيست ميوزيك أورد، وجائزة شبكة راديو وتلفزيون العرب.
وقامت مؤخرا بإصدار أغنية وطنية مغربية تحت عنوان ماما أفريكا بمناسبة رجوع المغرب الإتحاد الإفريقي، رفقة نجوم من الساحة الفنية الأفريقية.

## نشأتها
نشأت جنات مع ثلاث أشقاء، وكانت هي الأصغر والفتاة الوحيدة بينهم. وبما أنها الأصغر كانت جنات محط رعاية واهتمام الجميع. وبفضل هذا الاهتمام اكتشفت عائلاتها أن ما يجذب أذنها ليست أغاني الأطفال التي تناسب سنها، ولكن الأغاني العميقة التي حفظتها وبدأت تغنيها. ومن هنا قدمت أسرتها كل الدعم لموهبتها، وخاصة أمها التي تمتلك صوتا عذبا، ولكنها استخدمته في الغناء في المناسبات العائلية فقط. عندما بلغت الثامنة من عمرها اشتركت في مسابقة غنائية في المغرب، ووقفت لأول مرة في حياتها علي مسرح مصحوبة بفرقة موسيقية. ورغم صغر سنها لم تشعر جنات بالخوف ولم تكتفي بالفوز بالمركز الأول بالمسابقة، ولكن اشتركت لاحقا في ثلاث مسابقات أخرى في المغرب، وفازت بالمركز الأول فيهم جميعا. كما فازت بالمركز الأول في مسابقة رابعة بالإسكندرية قبل أن تفوز بالمركز الأول أيضا في مهرجان السياحة والتسوق في دبي. دعتها رتيبة الحفني لتغني كضيفة شرف بمهرجان القاهرة للموسيقى العربية، والذي أُقيم في دار الأوبرا. أوقفت جنات بعد ذلك نشاطها الفني حتى حصلت على شهادة إدارة الأعمال والتسويق. منذ ذلك الحين احترفت جنات الغناء، وأصدرت في 2004 أغنيتها أفهمني حبيبي التي صورتها بطريقة الفيديو كليب. في ذلك الوقت كان المنتج أحمد الدسوقي يبحث عن أصوات جديدة، وأعجبه صوت جنات، ليوقع معها عقدا عام 2005، ومن يومها بدأت جنات في الإعداد لألبومها اللي بيني وبينك، ليتم صدوره في يوليو 2006. استغرق إعداد الألبوم عام ونصف عام لرغبة المنتج أحمد الدسوقي أن يحقق ألبوم جنات نجاح ساحق. سجلت جنات 21 أغنية، لكن لم يتضمن ألبومها سوى 10 أغاني فقط. حقق ألبومها نجاحا كبيرا، وصورت أغنيتها أكثر من سنة، وإحساسها عالي بما ينعكس علي أغانيها. أغاني الألبوم تنوعت بين: أغاني الحب، والأغاني الحزينة، والأغاني التي تعبر عن أفكار ومشاعر المرأة القوية. تم تكريمها من قبل القناة المصرية دريم 1، وذلك مساء ليلة رأس السنة في الاحتفالية بحلول العام الجديد، وكان التكريم للأميرة الواعدة بمناسبة كونها أجمل صوت لعام 2006.

### بداية التعاقد مع المنتج أحمد الدسوقي
بدأت جنات حياتها الفنية وهي تغني في مهرجانات الموسيقي ببلدها، ثم تمت دعوتها أكثر من مرة للغناء في مهرجان الموسيقى العربية بمصر، وكانت الفرصة التي رآها فيها المنتج أحمد الدسوقي، وتعرف على صوتها، وشعر بموهبتها القوية، فطلب منها أن ينتج لها، ولكنها كانت في الخامسة عشر من عمرها وما زالت تستكمل تعليمها في المغرب، مما تسبب في صعوبة إتمام التعاقد بينهما. ثم عاد ورآها عام 2004 بعد نجاح ألبوم حاتم فهمي الأول مش من حقك مع شركة جود نيوز فور ميوزيك، فتحمست لفكرة التعاقد بينهما وأن ينتج لها أحمد الدسوقي، خاصة بعد أن لمست قدرته على تحقيق النجاح الذي تحلم أن تصل إليه في بداية مشوارها الفني بعد ما قدمه مع حاتم.

### اللي بيني وبينك
تم التعاقد بين جنات والمنتج أحمد الدسوقي، وقدما معا أول ألبوماتها اللي بيني وبينك عام 2006، وصورت منه أغنيتين أكتر من سنة التي تم عرضها مع طرح الألبوم، وأغنية بحبك التي تم عرضها عام 2007، والإثنين من إخراج محمد جمعة. وحصل الألبوم على جائزة الإسطوانة الذهبية من شركة التوزيع إيمي لتحقيقه أعلى نسبة مبيعات في الوطن العربي، وتسلمتها في مايو 2009، بعد طرح ألبومها الثاني حب امتلاك.

### أوبريتأمي
شاركت جنات في غناء أوبريت أمي مع النجوم تامر حسني، وهيثم شاكر، ويارا، ورامي عياش، وكانت من كلمات الشاعر أيمن بهجت قمر، وألحان وتوزيع حميد الشاعري، وتم تصويرها كفيديو كليب من إخراج عثمان أبو لبن.

### حبيبي على نياته
قامت جنات بتسجيل أغنيتين تم طرحهم في كوكتيل جود نيوز 1 بشهر يوليو 2008، الأولى بعنوان حبيبي على نياته كلمات الشاعر بهاء الدين محمد، وألحان محمد الصاوي، وتوزيع هاني يعقوب، وتم تصويرها بطريقة الفيديو كليب مع المخرج يونس. وحصلت جنات علي هذة الأغنية علي جائزة ART كأفضل سنجل في عام 2008، بعد أن فازت بنسبة 80% من أصوات الجمهور المشارك في التصويت، والذين بلغ عددهم 45 ألف، ليختاروا الأغنية من بين 90 أغنية أخرى.
والأغنية الثانية لجنات في الألبوم هي أغنية عليك بإيه كلمات الشاعر حسام الدين محمد، وألحان محمد الصاوي، وتوزيع هاني يعقوب.

### حب امتلاك
ثم طرحت جنات ألبومها الثاني مع المنتج أحمد الدسوقي وشركة جود نيوز فور ميوزيك في أبريل 2009، والذي حمل اسم حب امتلاك، والذي حقق نجاحا كبيرا مع الجمهور بعد طرحه بالأسواق. يحمل الألبوم 11 أغنية، وصوّرت منه أغنية أنا دنيته التي كتب كلماتها الشاعر نادر عبدالله، ولحنها وليد سعد، ومن توزيع تميم، مع المخرج محمد جمعة، وتم عرض الكليب في عيد الفطر بأغسطس 2009.

### حب جامد
حب جامد هو الألبوم الثالث الرسمي للفنانة جنات. الألبوم من إنتاج شركة روتانا. احتوى الألبوم على 13 أغنية، وتنوعت لهجات الألبوم ما بين المصرية والمغربية.

### بنفس الكلام
يعد الألبوم الرابع للفنانة جنات، وهو من إنتاج شركة روتانا أيضاً، تم طرح الألبوم عام 2016 وهو مكون من 10 أغاني.

### أغنية «شكرا ع الرسالة»
واحدة من أشهر أغاني جنات صدرت في ألبوم «حب جامد» تعاقدت عليها شركة روتانا في البداية لصالح المطرب الكبير فضل شاكر الذي قام بتسجيلها بالفعل ولكنه اعتزل قبل صدورها فغنتها جنات وحققت بها صدى واسعا وهي من كلمات الشاعر خالد الشيباني وألحان وائل عقيد وتوزيع يحيى يوسف.

## تكريمات وجوائز
- فازت بالمركز الأول في مسابقة رابعة بالإسكندرية
- فازت بالمركز الأول أيضا في مهرجان السياحة والتسوق في دبي
- تكريم من كلية إعلام جامعة القاهرة كأفضل مطربة صاعدة عام ديسمبر 2006
- فوزها بلقب أفضل مطربة صاعدة في 2006 في استفتاء موقع في الفن 31 ديسمبر 2006
- جائزة من قناة دريم كأفضل مطربة شابة سنة 2006
- فوزها في الاستفتاء الجماهيري لقناة موزيك في تونس كأفضل صوت صاعد سنة 2006
- جائزة أفضل مطربة شابة لعام 2006 من الإذاعة المصرية إذاعة الشرق الأوسط يناير 2007
- جائزة أفضل مطربة صاعدة عام 2007 من مجلة دير جيست 21 نوفمبر 2007
- تكريم من جريدة الطريق كأفضل مطربة 12 مايو 2008
- فوز جنات بلقب «أميرة الحب والرومانسية» في استفتاء موقع «بص وطل» 14 فبراير 2009
- تكريم من جمعية روتاري الخيرية كأفضل مطربة 17 أبريل 2009
- جائزة أفضل سنجل في 2008 من استفتاء قنوات شبكة راديو وتلفزيون العرب عن أغنية «حبيبي على نياته» 5 مايو 2009
- تكريم من جريدة الموجز على تميز ألبوم جنات حب امتلاك 15 مايو 2009
- جائزة الإسطوانة الذهبية من شركة التوزيع إيمي على أعلى مبيعات لألبومها اللي بيني وبينك في الشرق الأوسط تسلمتها في دولة الإمارات يونيو 2009
- تكريم من جريدة 24 ساعة على العمل المتميز ألبوم جنات حب امتلاك 6 يوليو 2009
- جائزة أفضل مطربة لعام 2009 من الإذاعة المصرية إذاعة الشرق الأوسط يناير 2010
- فوزها بلقب «عروسة الغناء العربي» في استفتاء الموقع اللبناني خبر عاجل لجنات يناير 2010
- جائزة أفضل مطربة شابة في 2009 من مجلة دير جيست 29 يناير 2010
- فوزها بلقب أفضل مطربة في 2009 في استفتاء موقع «في الفن» يناير 2010
- جائزة من مهرجانشبكة راديو وتلفزيون العرب كأفضل البوم حب امتلاك في مايو 2010
- أفضل مطربة شابة من Middle East Music Awards أو جوائز الشرق الأوسط للموسيقى في 29 مايو 2010
- تكريم من مهرجان روتردام الهولندي في 2010
- تكريم من مهرجان الإسكندرية الغنائي في 2010
- جائزة أفضل مطربة شابة لسنة 2013 من مجلة دير جيست في يناير 2014
- أفضل مطربة لسنة 2013 من موقع نواعم في ديسمبر 2013
- رشحت لأربع جوائر من جوائز الموسيقى العالمية في 2014، وهي أفضل فنانة، أفضل ألبوم، أفضل مغنية مرفهة وأفضل أداء حي في السنة.

## أغاني الأعمال الدرامية
غنت المطربة جنات لعديد من مسلسلات الدراما المصرية وأغاني الأفلام منها
- زهرة وأزواجها الخمسة (مسلسل)
- مذكرات سيئة السمعة (مسلسل)
- حكايات وبنعيشها (مسلسل)
- قصص النساء في القرآن (مسلسل)
- عيون القلب (مسلسل)
- اللي اختشوا ماتوا (فيلم)

## وصلات خارجية
- جنات على موقع IMDb (الإنجليزية)
- جنات على موقع الدهليز
- جنات على موقع قاعدة بيانات الأفلام العربية
- جنات على موقع ميوزك برينز (الإنجليزية)
- جنات على موقع ديسكوغز (الإنجليزية)